# Hangafélék

Bruz (Franciaország, Ille-et-Vilaine) címere hangaággal

A hangafélék (erikafélék, csarabfélék) családja (Ericaceae) a virágos növények nyolc alcsaládját – 124, rendkívül változatos megjelenésű és életmódú nemzetség mintegy háromezer faját – foglalja magába. Jellemzően örökzöld cserjék, félcserjék vagy fák.
Egyesek, (mint például a névadó hanga) egy-egy ország, illetve táj jelképévé váltak.

## Elterjedésük
Ausztrália nagy része kivételével minden földrészen megtalálhatók.
A Kárpát-medencében jellegzetes képviselőjük a közönséges csarab (Calluna vulgaris), ez a szőrfűgyepekben, savanyú talajú fenyvesekben és nyíres fenyéreken, valamint tőzegmohás lápokon élő törpecserje. Védett növényeink a tőzegáfonya (Vaccinium oxycoccus), valamint a mészkerülő erdőkben növő vörös áfonya (Vaccinium vitis-idaea) és fekete áfonya (Vaccinium myrtillus). Hazai flóránkból hiányzik a hamvas áfonya (Vaccinium uliginosum), a keresztes hanga (Erica tetralix), a mocsári molyűző (Ledum palustre) és a közönséges tőzegrozmaring (Andromeda polifolia).

## Megjelenésük, felépítésük
Fás szárúak, de fa termetűvé növő képviselőik csak a trópusokon fordulnak elő. Apró, egyszerű, általában tagolatlan, jellemzően pikkely- vagy tűlevélszerű, ún. „erikoid” (xeromorf), de számos fajnál szabályos lemezű leveleik két sorban, átellenesen vagy örvökben állnak.
Virágaik aktinomorfak vagy enyhén zigomorfak, körönként 4–7 tagúak. Egy-egy virágban 5, 8 vagy 10  porzó nő. Sziromleveleik többnyire majdnem végig összeforrtak; a virág tölcsér, harang vagy szűk szájú bögre alakú. Gyakoriak bennük a nektártermő diszkuszok. 2–5 üregű magházuk felső és alsó állású egyaránt lehet. Termésük tok vagy bogyó, ritkábban csonthéjas.

## Életmódjuk, élőhelyük
A fajok többsége a savanyú, tőzeges talajt kedveli; fényigényük közepes. Számos fajuk kimondottan mészkerülő. Sokuk fenyéreken él, emellett a magashegységek szubalpin régiójának, a sarkvidéki tundráknak és a mediterrán cserjéseknek is jellemző növényei.
A mediterrán macchianövényzet tagja a nyugati szamócafa vagy kutyacseresznye (Arbutus unedo).
A magashegységi fahatár közelében tenyészik a havasszépe (Rhododendron sp.). A nemzetség több faját dísznövényként termesztik.
A dísznövényként termesztett hangaféléket virágzás után célszerű visszavágni. Más lomblevelű örökzöldekhez hasonlóan száraz időben sok vizet igényelnek. Ha földlabdájuk teljesen kiszárad, nagyon nehéz újra átnedvesíteni, és a növény akár el is pusztulhat – őszidőn azonban, miután elvirágoztak, már nemigen kell őket locsolni.
Mikorrhiza-kapcsolataik igen fejlettek, ezért legtöbb fajuk alatt sok a gomba.
Ha magról akarjuk szaporítani őket, gondoljunk arra, hogy a magashegyi növények magjai csak akkor csíráznak jól, ha előzőleg fagy érte őket.

## Felhasználásuk
Az orvosi medveszőlő (Arctostaphylos uva-ursi) levelének főzete kiváló húgyúti fertőtlenítőszer. Ilyen célokra megfelel, de kevésbé alkalmas a közönséges csarab is, aminek emellett számos más, kedvező hatását mutatták ki.

## Rendszerezés
A családot az alábbi alcsaládokra, nemzetségcsoportokra és nemzetségekre bontják:
- szamócafaformák (Arbutoideae) alcsaládja
  - szamócafa (Arbutus)
  - medveszőlő (Arctostaphylos)
  - Comarostaphylis
  - Ornithostaphylos
  - Xylococcus
- mohahangafélék (Cassiopoideae) alcsaládja
  - mohahanga (Cassiope)
- csengőbojtformák (Enkianthoideae) alcsaládja
  - csengőbojt (Enkianthus)
- hangaformák (Ericoideae) alcsaládja
  - Bejarieae nemzetségcsoport
    - Bejaria
    - Bryanthus
    - Ledothamnus

  - Empetreae nemzetségcsoport
    - Ceratiola
    - Corema
    - varjúbogyó (Empetrum)

  - Ericeae nemzetségcsoport
    - csarab (Calluna)
    - gamandorhanga (Daboecia)
    - hanga (Erica)

  - Phyllodoceae nemzetségcsoport
    - Elliottia
    - Epigaea
    - Kalmia
    - Kalmiopsis
    - Leiophyllum
    - Loiseleuria
    - Phyllodoce
    - Rhodothamnus

  - Rhodoreae nemzetségcsoport
    - Diplarche
    - Menziesia
    - havasszépe (Rhododendron)
    - Therorhodion
- Harrimanelloideae
  - Harrimanella
- fenyőspárgaformák (Monotropoideae) alcsalád
  - Monotropeae nemzetségcsoport
    - Allotropa
    - Cheilotheca
    - Hemitomes
    - fenyőspárga (Monotropa)
    - Monotropastrum
    - Monotropsis
    - Pityopus
    - Pleuricospora

  - Pterosporeae nemzetségcsoport
    - Pterospora

  - Pyroleae nemzetségcsoport
    - Chimaphila
    - Moneses
    - Orthilia
    - Pyrola
- Styphelioideae alcsalád
  - Archerieae nemzetségcsoport
    - Archeria

  - Cosmelieae nemzetségcsoport
    - Andersonia
    - Cosmelia
    - Sprengelia

  - Epacrideae nemzetségcsoport
    - Budawangia
    - Epacris
    - Lysinema
    - Rupicola
    - Woollsia

  - Oligarrheneae nemzetségcsoport
    - Needhamiella
    - Oligarrhena

  - Prionoteae nemzetségcsoport
    - Lebetanthus
    - Prionotes

  - Richeeae nemzetségcsoport
    - Dracophyllum
    - Richea
    - Sphenotoma

  - Styphelieae nemzetségcsoport
    - Acrotriche
    - Androstoma
    - Astroloma
    - Brachyloma
    - Coleanthera
    - Conostephium
    - Croninia
    - Cyathodes
    - Cyathopsis
    - Decatoca
    - Leptecophylla
    - Leucopogon
    - Lissanthe
    - Melichrus
    - Monotoca
    - Pentachondra
    - Planocarpa
    - Styphelia
    - Trochocarpa
- áfonyaformák (Vaccinioideae) alcsalád
  - Andromedeae nemzetségcsoport
    - tőzegrozmaring (Andromeda)
    - Zenobia

  - Gaultherieae nemzetségcsoport
    - Chamaedaphne
    - Diplycosia
    - Gaultheria
    - Leucothoe
    - Pernettya
    - Pernettyopsis
    - Tepuia

  - Lyonieae nemzetségcsoport
    - Agarista
    - Craibiodendron
    - Lyonia
    - babérhanga (Pieris)

  - Oxydendreae nemzetségcsoport
    - Oxydendrum

  - Vaccinieae nemzetségcsoport
    - Agapetes
    - Anthopteropsis
    - Anthopterus
    - Calopteryx
    - Cavendishia
    - Ceratostema
    - Costera
    - Demosthenesia
    - Didonica
    - Dimorphanthera
    - Diogenesia
    - Disterigma
    - Gaylussacia
    - Gonocalyx
    - Macleania
    - Mycerinus
    - Notopora
    - Oreanthes
    - Orthaea
    - Pellegrinia
    - Plutarchia
    - Polyclita
    - Psammisia
    - Rusbya
    - Satyria
    - Semiramisia
    - Siphonandra
    - Sphyrospermum
    - Symphysia
    - Themistoclesia
    - Thibaudia
    - Utleya
    - áfonya (Vaccinium)